# Limone (Giancane)
Limone è un singolo del cantautore italiano Giancane, pubblicato il 16 giugno 2017 come secondo estratto dall'album Ansia e disagio.

## Video musicale
Il videoclip, diretto da Riccardo Rabacchi e prodotto dalla Tumaga di Chef Rubio in collaborazione con la Image Hunters, è stato pubblicato il giorno dell'uscita del singolo sul canale YouTube del cantautore.

## Tracce
1. Disagio – 3:30